# ロマンチカクロック
『ロマンチカクロック』は、槙ようこによる日本の漫画作品。『りぼん』（集英社）2012年9月号から2015年12月号まで連載された。単行本は同社のりぼんマスコットコミックスより全10巻。

## あらすじ
鎌倉に住む加治屋家の双子の妹・杏花音は幼い頃から優秀な兄・蒼と比較され、彼をライバル視しながら成長していた。そんな杏花音が14歳になる頃、蒼は部屋に引き篭もるようになり兄妹の確執はより深いものになっていた。ある日憧れていた辻莉に告白したものの「頭の良い女性が好き」と断られた杏花音は蒼に勉強を教わろうとする。久々の蒼とのまともなやり取りの中、杏花音は思わず学校に来たらいいのにと口走ってしまう。数日後発表された中間試験の結果順位の1番にはなんと蒼の名前があった。学校中の話題を一瞬で攫っていった蒼に昔のように対抗心を燃え上がらせる杏花音。止まっていた双子の時間がようやく動き始める。

## 登場人物

### 主人公の双子
加治屋 杏花音（かじや あかね）
生日：6月1日
美人で運動が得意な双子の妹。中学では柔道部のエースで男女問わず高い人気を誇るアイドル的存在。反面勉強は苦手で赤点や追試の常連であり、3年時は成績不振者が集められる7組所属となった。しかしこれらは勉強に対する苦手意識の強さから勉強を避けるという悪循環を続けてきた結果であり、しっかり勉強すればそれなりの成績を取れるため本当の意味で頭が悪いわけではない。
性格は良く言えば素直で真っ直ぐ、悪く言えば子供っぽく短絡的で、悪意はないものの深く考えずに行動に移して事態を引っ掻き回してしまうことも少なくない。しかし彼女の真っ直ぐな生き方に影響を受けた友人は多く、なんだかんで周囲の人々から愛されている存在である。
蒼に対しては幼い頃から何かと比較されてきた経験から強いライバル心を持っており、嫌っていることを公言して憚らないが、実際には喧嘩するほど仲が良いを地でいっており、お互いを大切に思っている。また蒼への対抗心が努力の原動力になっている面もあり、「同じフィールドで正々堂々と戦う」ために蒼の志望校である難関校・緑清高校を目指すべく猛勉強に励むことに。
物語当初は精神的に幼い部分が目立ち、慎からの告白を受けても本当の意味でそれを理解できていなかった。しかし友人たちの恋愛模様や勉強を通して将来を見据えるようになったことで成長し、夏休みに慎が帰郷した際に再度の告白を受けた時には返事をして、晴れて恋人になっている。しかしその直後に卒倒したのをきっかけに、頭痛や鼻血、内出血といった体の異常に度々襲われるようになる。
加治屋 蒼（かじや あおい）
クールで成績優秀な双子の兄。物語開始時は不登校で引きこもっていたが、復帰直後の試験であっさり学年1位を取るなど極めて優秀。
生日：6月1日
あまり自分の気持ちや考えを表に出すタイプではないが、家族や友人に対しては揺ぎない愛情と信頼を抱いている。特に双子の妹である杏花音への想いは強く、彼が並外れて勉強するのも、幼い時に杏花音と交わした獣医になるという約束を守るためである。冒頭の不登校も自分の存在が杏花音を傷付けているのではと考えたゆえの行動だった。また幼馴染の香鈴に対しても自分たち双子の理解者として特別強い信頼と好意を持っており、今は勉強に集中したいという考えから自分から動くことはなかったものの、香鈴からの告白は拒むことなく受け入れた。

### 家族
一花
2歳。杏花音と蒼の妹。加治屋家の末っ子。
好奇心旺盛でいつもママに怒られてばかり。上二人には仲良くしてほしいと思っている。
ママ
大学教授。
杏花音のことを一番心配している。怒ると怖い。
おばーちゃま
加治屋家の最年長。90歳。
杏花音を甘やかしてはママに文句を言われる。とても優しい。
パパ
冒険家。
最終話に登場する。ママはパパが嫌い?

### 双子の学友達
香鈴（かりん）
加治屋兄妹の幼馴染。真面目で面倒見が良く、双子にとっては良き理解者であり強い絆と信頼で結ばれている。
幼い頃から蒼が好きだが、素直に気持ちを伝えられない自分にコンプレックスを抱いている。杏花音らの後押しもあり晴れて恋人となるが、蒼の成績と人気の高さから苦労が耐えない日々が続いている。
辻莉 正（つじり ただし）
特進クラス所属で、蒼が復学するまでは学年首席だった。第1話で杏花音から告白されるがすげなく断る。その後蒼の復帰により学年首席から転落したショックで魂の抜けたような状態がしばらく続いたが、杏花音の励ましにより立ち直る。杏花音の常に前向きな姿勢に感銘を受けたらしく、恋愛感情はないものの友人として交流するようになる。わかなが蒼にアタックした際に彼女を叱咤激励したことで好意を持たれるようになり、彼自身もやがてわかなとカップルになる。
篠原 わかな（しのはら わかな）
特進クラス所属で、蒼や辻莉ほどではないが成績がいい。地主の長女であり蒼を婿養子にしようとアタックを仕掛けるが傲慢な物言いが多く、蒼の近くにいる杏花音や香鈴を悪く言ったため蒼からは強く拒絶される。また辻莉からは平手打ちと叱責を受けるが、同時に彼女の抱える事情などに理解を示してくれたことで彼に惹かれるようになる。以降は性格も丸くなり、杏花音や香鈴の良き友人となっていく。
桐谷 慎（きりたに しん）
杏花音たちが利用しているケーキ屋の息子。穏やかで心優しい人物だが製菓に対する情熱は強い。3人兄弟の末っ子で、康と悠という2人の兄がいる。杏花音たちより1学年上だが、年齢の割には背が低く童顔なため、校内で遭遇するまで先輩だとは思われていなかった。
杏花音達がクリスマスケーキを買うためにケーキ屋を訪れた際に知り合うが、実はそれ以前から加治屋兄妹のことは知っていて杏花音に好意を持っていた。知り合って程なく杏花音に好意を伝え仲良くなるが、杏花音の精神的な幼さもあって大した進展はないまま卒業を迎え、パティシエの勉強のために遠方の製菓学校に進学していった。その後夏休みに帰郷した際に再登場。スイーツ大会出場にあたって『勝つためのスイーツ』を作るということに対して迷いを持っていたが、杏花音の感想を聞いて払拭し見事予選を突破（後に優勝）する。同時に再度告白し、前回と異なり成長していた杏花音から学校に戻る直前に返事を受け取り恋人関係となる。杏花音には慎ちゃん、蒼には先輩、香鈴には慎ちゃん先輩と呼ばれている。
松浦 歩睦（まつうら あゆむ）
3年時に特進クラスに転入してきた転校生。転校早々蒼をライバル視し、彼の調子を崩すために杏花音に接近するが、逆に双子のペースに巻き込まれる。試験では蒼だけでなく辻莉にも負けて3位の成績だったためしばらく不登校になるが、心配して家まで来てくれた双子に心を開く。根は寂しがり屋で、杏花音たちが新たに友達になった小晴に夢中になり、蔑ろにされて落ち込んでいた時に気遣ってくれた香鈴に惹かれる。香鈴の蒼への気持ちを知りつつも積極的にアプローチするが、最終的には香鈴の幸せを望んで彼女の背中を押した。その後は自分と同じく失恋する形になった小晴を不器用ながら励ますようになる。
前田 小晴（まえだ こはる）
7組所属の内気で大人しい女生徒。一生懸命だが要領が悪く、努力が結果に結びつかないタイプ。杏花音の前向きな言動に励まされていた。ひょんなことから杏花音と親しくなり、接する機会の増えた蒼に好意を持つようになる。程なく蒼と香鈴の関係に気付いて身を引くことを選んだが、実際に二人が付き合い始めた時はショックを受けており、それに気付いた杏花音と歩睦に励まされる。その後も何かと気遣ってくれる歩睦に徐々に惹かれていくことに。
山田（やまだ）
杏花音の友人で柔道部所属。勉強の成績は杏花音といい勝負。杏花音に一方的な好意を抱いていて、序盤はそれなりに出番は多かったが、登場人物が増えていくに従って出番が減り、杏花音の正式な恋人になる慎が登場してからは全く出番がなくなった気の毒な人。最終回で3コマだけ小さく登場した。
きーちゃん
杏花音が入院し、大部屋で出会った少女。
退院の際、杏花音と慎のキスシーンを見て、早く恋人を作りたいと言っていた。
10巻の番外編にて遠足中の小学生の一人として出演、迷子の一花を気にかけたが逃げられた。

### その他の登場人物
みっちゃん
駅で倒れた杏花音を助けてくれた。
以前緑清高校の校長先生だった。
プーちゃん
近所の犬。
以前ハロウィンの日に杏花音の服を噛んで破ったことがある。
一花に好かれている。
最終話では一花の場所を特定したなどして活躍した。

## 書誌情報
- 槙ようこ 『ロマンチカクロック』 集英社〈りぼんマスコットコミックス〉、全10巻
  1. 2013年1月15日発売、ISBN 978-4-08-867248-9
  2. 2013年5月15日発売、ISBN 978-4-08-867272-4
  3. 2013年9月13日発売、ISBN 978-4-08-867054-6
  4. 2014年2月14日発売、ISBN 978-4-08-867308-0
  5. 2014年5月15日発売、ISBN 978-4-08-867322-6
  6. 2014年9月12日発売、ISBN 978-4-08-867338-7
  7. 2015年1月15日発売、ISBN 978-4-08-867354-7
  8. 2015年6月25日発売、ISBN 978-4-08-867374-5
  9. 2015年11月25日発売、ISBN 978-4-08-867395-0
  10. 2016年6月24日発売、ISBN 978-4-08-867418-6